# Fruktträd

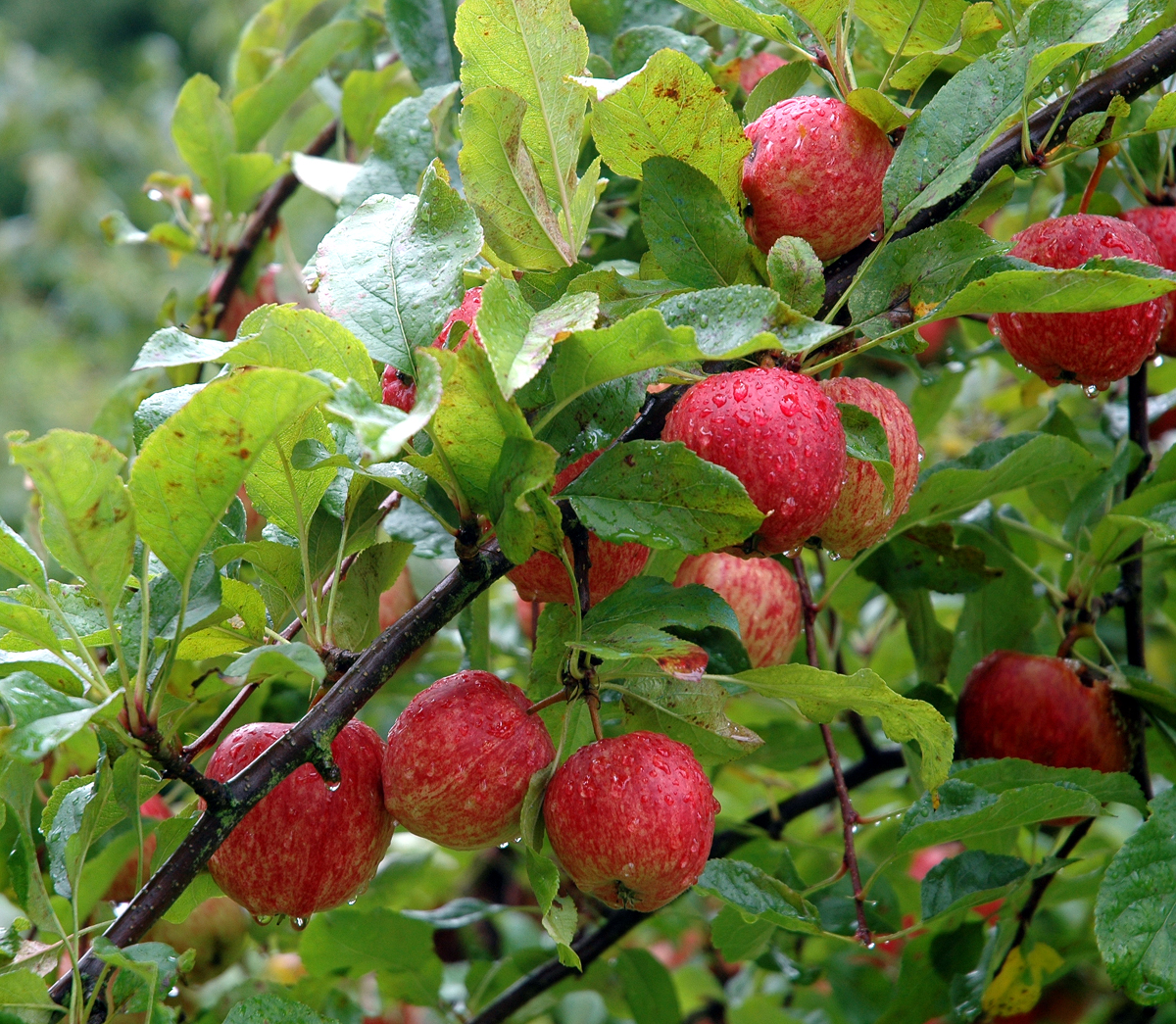
Äpplen på ett äppleträd.

Fruktträd är träd som bär ätlig frukt.
Mer specifikt avses med fruktträd inom hortikultur sådana träd som bär sådan ätlig frukt som äts av människor, så som äpple-, päron-, plommon- och körsbärsträd. Fruktträd odlas i många trädgårdar och i fruktodlingar. Förvildade fruktträd som förekommer spritt i landskapet är inte sällan en sorts kulturlämning som indikerar att en plats en gång varit bebodd eller uppodlad.
Många plantskolor har fruktträd i sitt sortiment.
Några exempel på vanliga fruktträd är:
- Apelsin
- Aprikos
- Bigarrå
- Citron
- Fikon
- Kiwi
- Körsbär
- Mango
- Oliv
- Persika
- Plommon
- Päron
- Äpple

## Beskärning

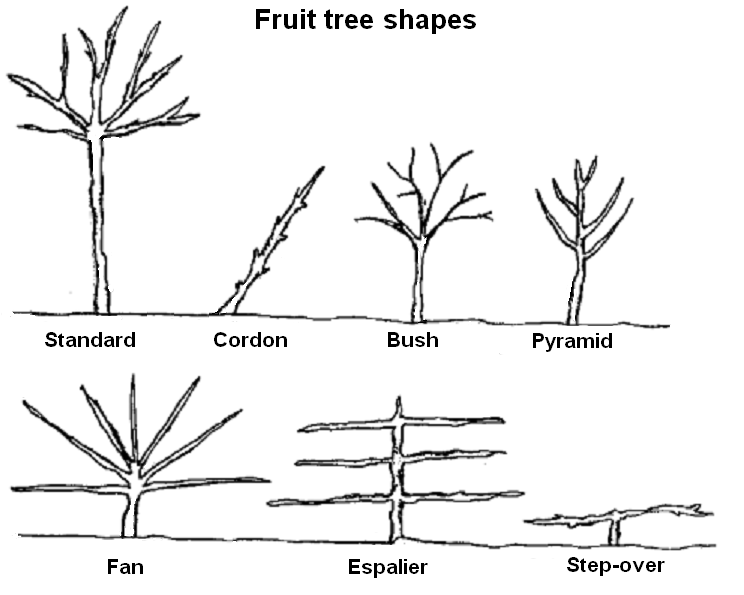
Exempel på frukträdsformer. Övre raden visar till vänster standardform, därefter åt höger kordongform (sned), buskform och pyramidform. Nedre raden visar till vänster solfjädersform, därefter åt höger palmettform med vågräta grenar i tre våningar och en låg palmettform med en endast en grenvåning.

Det är vanligt att man manipulerar fruktträdets form genom beskärning och ansning, i syftet att öka skörden eller göra det enklare att plocka och ta tillvara frukten. Eftersom frukten oftast är i fokus skiljer, sig beskärning av fruktträd från beskärning av andra träd.
Vanligen utförs större beskärningar under hösten och mindre trimning under våren, innan lövsprickningen. Beskärning under hösten brukar uppmuntra till ökad tillväxt, medan beskärning på våren brukar öka fruktmängden. Exakt när ett fruktträd kan eller bör beskäras, och vilket resultat det kan förväntas ge, varierar dock mellan de olika sorterna och det finns många undantag till de generella reglerna.
Nedan anges några olika exempel på frukträdsformer.

### Standardform
Det här är den vanligaste fruktträdsformen, och fungerar bra för de flesta sorters fruktträd.

### Buskform
Den här formen gör det enklare att plocka frukten, men det är inte alla sorters fruktträd som växer bra i buskform. När ett fruktträd växer i buskform har det oftast en distinkt stam, till skillnad från många naturliga buskväxter.

### Pyramid
Pyramidformen används ofta när man vill plantera många träd nära varandra.

### Kordong
Kordongformen består av en rak stam där fruktbärande grenar växer i 45-90 graders vinkel. Alla eventuella sidogrenar skärs bort kontinuerligt. Fördelen med den här formen är att den tar mindre plats än standardformen, och ofta också ger frukt tidigt. Dock ger varje enskilt träd mindre frukt, så kordong är vanligast när man vill ha många olika sorter på ett litet utrymme. Kordongträd kan vara raka eller sneda. Sned kordong anses ge bättre ansättning av blomknoppar. Den raka formen kallas ibland för pelarträd.

### Solfjäder
Solfjäderformen växer som namnet antyder i form av en solfjäder. Stammen är kort och ett förhållandevis högt antal grenar växer ut från den och bildar en krona. Solfjäderformen brukar fungera extra bra för körsbärsträd.

### Palmett
Palmettformen består av en rak, vertikal stam där ett mindre antal grenar, oftast tre eller fyra, växer horisontellt på varje sida. Palmettformen finns i olika varianter, som palmett med vågräta grenar, kandelaberpalmett och verrierpalmett.
Den lågväxande fruktträdsformen som på engelska kallas "step-over" är en sorts palmett som enbart har en uppsättning horisontella grenar. Grenarna brukar inte befinna sig högre än 30 centimeter från marken.
Kordong-, palmett- och solfjäderformerna är vanliga när man vill odla fruktträd intill murar och staket, eller när man vill använda fruktträd istället för häckar.